# سید عبداللطیف شیخ‌الاسلامی
سید عبداللطیف شیخ‌الاسلامی سیاست‌مدار ایرانی بود، که در دوره بیست و چهارم مجلس شورای ملی به عنوان نماینده مریوان از استان کردستان در مجلس شورای ملی حضور داشت.